# Лебель, Николя
Николя Лебель (фр. Nicolas Lebel; 18 августа 1838 — 6 июня 1891) — французский офицер, изобретатель-оружейник.

## Карьера
По окончании в 1857 году Сен-Сирской военной школы был произведён в лейтенанты, a в 1869 году — в капитаны.
Участвовал во франко-прусской войне (1870—1871).
В 1883 году был произведён в подполковники.
Принимал участие в проектировании магазинной винтовки обр. 1886 года, более полувека стоявшей на вооружении французской армии.
По выходе в отставку в 1890 году занимал должность сборщика податей.